# Mountain Pass

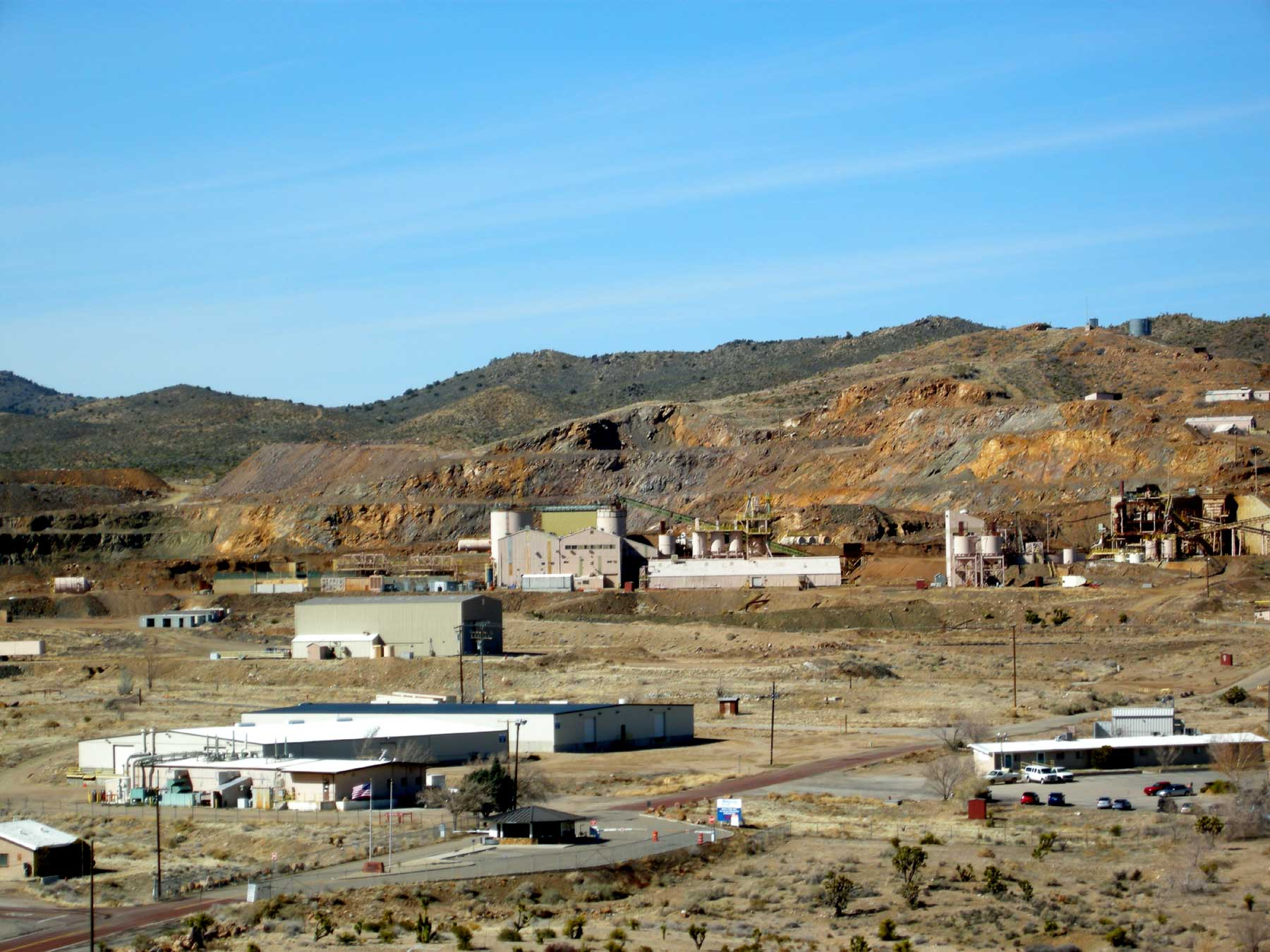
Ansicht der Mine vom Highway

Mountain Pass ist eine Siedlung und ein Bergwerk für Seltene Erden im San Bernardino County im US-Bundesstaat Kalifornien, nahe der Grenze zum Bundesstaat Nevada. Sie liegt am Clark Mountain im Süden der Mescal Range auf einer Höhe von 1443 Meter am Interstate Highway 15, etwa 50 Kilometer nordöstlich von Baker und 80 Kilometer südwestlich von Las Vegas.

## Mine
In Mountain Pass befindet sich ein bedeutendes Bergwerk zum Abbau von Seltenenerdmetallen, das der MP Materials gehört. Es umfasst rund 22 Hektar im Tagebau.
Das Erz der Mine, welches hauptsächlich aus Bastnäsit und teilweise auch aus Monazit besteht, enthält Cer (49 Prozent), Lanthan (33 Prozent), Neodym (12,5 Prozent), Praseodym (4 Prozent), Samarium (1 Prozent) und andere höhere Seltenerdmetalle. Dieses wurde früher unter Einsatz von Schwefelsäure, Salpetersäure, Salzsäure, Ammoniak, Natronlauge und anderen Chemikalien aufgeschlossen, was zu einem großen Abwasseranfall führte.

## Geschichte
Der Karbonatit-Komplex wurde im April 1949 fast durch Zufall entdeckt, als zwei Schürfer mit einem geliehenen Geigerzähler eine Stätte fanden, an der sie radioaktives Uran vermuteten. Erzproben ergaben jedoch Bastnäsit. Einer der beiden Entdecker machte die Molybdenum Corporation of America auf den Fund aufmerksam und arbeitete später als Metallurg für das Unternehmen. Im Februar 1950 erwarb MCA die Schürfrechte. Im angrenzenden Gebiet wurde durch die United States Geological Survey eine viel größere Lagerstätte von nicht-radioaktivem Bastnäsit gefunden. Diese Lagerstätte befand sich im Gebiet einer kleinen Goldmine, die MCA zusammen mit den Rechten und der Betriebsstätte aufkaufte. Das Unternehmen erwarb in der Folge noch weitere angrenzende Grundstücke. MCA änderte den Namen 1974 in Molycorp, wurde 1977 von Unocal gekauft und ging 2005 in der Chevron Corporation auf.
Molycorp beherrschte während der nächsten zwanzig Jahre den Markt für Elemente der seltenen Erden, so wurde jahrzehntelang die gesamte Weltproduktion von Europium in Mountain Pass gewonnen.
Die Mine wurde 2002 stillgelegt, nachdem sich Umweltauflagen nach einem schweren Unfall im Jahr 1998 nicht rentabel umsetzen ließen. Damals war rund eine Milliarde Liter an radioaktiv und chemisch belastetem Abwasser aus undichten Auffangbecken in einen ausgetrockneten Salzsee am Rand der Mojave National Preserve östlich der Mine abgelaufen.
Wegen gestiegener Weltmarktpreise und um die Abhängigkeit von China zu reduzieren, kaufte 2008 ein dazu neu gegründetes Unternehmen wieder unter dem Namen Molycorp die Mine von Chevron. Seit 2010 ist sie wieder in Betrieb und wurde bis Ende 2013 nach modernen Standards, auch in der Behandlung von Abwasser ausgebaut.
Die geplante Jahreskapazität beträgt 19.050 t SE-Oxide. Molycorp verwendete neue chemische Technologien, alleine auf der Basis von Salzsäure und Natronlauge, und kann so den Abwasseranfall deutlich reduzieren. Die anfallenden Salze sollen dabei durch Chloralkali-Elektrolyse zurückgespalten und teilweise wieder eingesetzt werden. Die optimistischen Pläne großer Investitionen in eine weitere Produktionserhöhung wurden 2013 reduziert, weil die Weltmarktpreise der seltenen Erden nach einem Preisschock 2010 wieder gesunken waren. Gleichzeitig sank auch die Nachfrage nach Seltenen Erden. Deshalb war die Mine seit der Wiedereröffnung 2010 bis Anfang 2015 nie in den schwarzen Zahlen.
Am 25. Juni 2015 meldete Molycorp Insolvenz nach dem Gläubigerschutzverfahren an. Der Betrieb der Mountain Pass Mine wird für die Dauer des Verfahrens weiter gehen. Im Juli 2017 wurde das Unternehmen von zwei Investmentfonds übernommen und in MP Materials umfirmiert. Die neuen Betreiber sind erfolgreich in der Anwendung der innovativen Verfahren, 2020 war das produktivste Jahr in der Geschichte des Bergwerks und Mountain Pass gewann rund 15 % des Weltverbrauchs an Seltenen Erden. 2021 machte MP Materials einen Betriebsgewinn von 135 Mio. USD.
Im Juli 2025 schloss MP Materials zwei Allianzen: mit dem US-Verteidigungsministerium (die USA werden MPs größter Aktionär) und mit dem Elektronikgiganten Apple. Apple will künftig von MP mit Seltenen Erden produzierten Magnete in seinen Produkten nutzen. Der Börsenkurs von MP hat sich zwischen Jahresbeginn und Juli 2025 vervierfacht. MP wurde kurz nach dem Abschluss der Allianzen mit fast zehn Milliarden US-Dollar bewertet.